# 42 batalion pionierów
42 zmotoryzowany batalion pionierów – pododdział Wermachtu.

## Historia
42 zmotoryzowany batalion pionierów (Batalion inżynieryjny 42 (Pio.Btl. 42) D) został utworzony na przełomie 1934 i 1935 roku z kadry i żołnierzy 2 batalionu pionierów (Pionier Bataillon 2) z 32 Dywizji Piechoty oraz z 12 batalionu pionierów (Pionier Bataillon 12) z 12 Dywizji Piechoty wchodzących w skład II Okręgu Wojskowego z miejscem dyslokacji Szczecin – Podjuchy.
12 sierpnia 1939 roku 42 batalion pionierów został załadowany w porcie szczecińskim z poleceniem przemieszczenia się do Prus Wschodnich. Sztab i 3 kompanię zaokrętowano na motorowiec „Levante”, 1 i 2 kompanie oraz kolumnę mostową załadowano na parowiec „Hindenburg”, natomiast lekka kolumna pionierów została załadowana na parowiec „Jonia”.
13 sierpnia 1939 roku statki wypłynęły z portu, a miejscem docelowym był port w Królewcu. Po rozładowaniu batalion przemaszerował w rejon Tolkmicka. Sztab rozmieszczono w miejscowości Kadyny, 1 kompania pionierów została zakwaterowana w Hucie Żuławskiej, 2 kompania w Suchaczu, 3 kompania w Nadbrzeżu, kolumna mostowa w Ogrodnikach, a lekka kolumna pionierów w Kikolskim Młynie koło Kadyn.
17 sierpnia 1939 roku 1 kompania kwaterowała w miejscowości Dzietrzychowo,2 kompania w rejonie leśniczówki Sarnowo na północno-zachodnim skraju Ryjewa, a 3 kompania zajęła pozycje we wschodniej części lasu koło Ryjewa, gdzie doskonaliła się w rozkładaniu mostu pontonowego.
1 września 1939 roku, zadaniem 2 kompanii było zajęcie pozycji wzdłuż wschodniego brzegu Wisłyoraz współpraca z 1 sekcją straży granicznej „Ziegesar”, a 1 kompania zajęła pozycję w rejonie Grucza.
2 września 1939 roku kompanie batalionu otrzymały rozkaz budowy przeprawy na Wiśle w okolicach Ryjewa, o godzinie 17.00 na zdobyty przyczółek – za pomocą tratw i promów – przeprawiła się 3 kompania pionierów, transportem urządzeń mostowych zajęła się kolumna transportowa batalionu.
3 września 1939 roku 1 kompania osiąga rejon Szałwinka, 2 kompania osiąga rejon Białej Góry, a 3 kompania rejon k. Nowe Lignowy. Kolumna mostowa i lekka kolumna saperska pozostają w Ryjewie.
Sztab batalionu przenosi się z Kadyn do Szkaradowa Szlacheckiego położonego na północnym – wschodzie od Gniewa, gdzie przystępują do budowy mostu. Dowódcą budowy zostaje kapitan Hans Franzke, a jako specjalista ds. budowy został przydzielony kapitan Truschnigg, za transport całego sprzętu był odpowiedzialny porucznik Marufke wraz z kolumną mostową (Brücken-Bau-Bataillon 521).
Wszystkie kompanie batalionu miały przydzielone osobne zadania przy budowie mostu, drewno potrzebne do budowy dostarczono ze składu drewna w Malborku, niezbędne śruby, gwoździe i klamry zakupiono w okolicznych miejscowościach. 6 września 1939 roku o godzinie 18.00, most pontonowy na Wiśle był gotowy, o godzinie 19.00 jako pierwsza po moście przechodzi 2 Dywizja Piechoty. 1 kompania miała za zadanie osłonę przeprawy, a 3 kompania pozostaje w odwodzie batalionu. W następnych dniach września, 42 batalion pionierów maszeruje poprzez Łomżę, Zambrów, Nagórki Jabłoń, Śniadowo, Jeżewo, Mężenin na Białystok. Zadaniem 42 batalionu pionierów podczas przemarszu było sprawdzanie stanu i przydatności dróg i mostów, oczyszczanie terenu z min oraz budowanie przepraw.
Na koniec września 1939 roku 42 batalion pionierów wchodził w skład XXI Korpusu 3 Armii – Grupa Armii Północ, którego dowódcą był Generalleutnant Nikolaus von Falkenhorst. W dniu 25 września 1939 roku następuje wycofanie się korpusu na wysokość linii demarkacyjnej między Niemcami, a ZSRR. 16 października 1939 roku batalion zostaje przetransportowany na zachód i jego rola w kampanii wrześniowej dobiegła końca.
42 batalion pionierów brał również udział w kampanii francuskiej, w dniach 10 i 11 czerwca 1940 roku budował przeprawę mostową na rzece Osie w Compiègne. Następnie przeszedł w skład 94 Dywizji Piechoty. W 1941 roku 42 batalion pionierów brał udział w operacji „Barbarossa” związanej z atakiem na ZSRR, walczył w centralnej Rosji. Operował w miejscowościach Orel i Newel, następnie walczył pod Tarnopolem na Ukrainie. Pod koniec 1944 roku, batalion zmienił podporządkowanie i nosił nazwę 2 batalion pionierów 42 brygady pionierów (II Batalion Heeres Pionier Brigade 42) i brał udział w walkach o Śląsk. Następnie część batalionu została włączona do 9 Armii – Grupy Armii Środek. Dalsze losy batalionu nie są znane najprawdopodobniej został on rozbity, a żołnierze którzy przeżyli trafili do radzieckiej niewoli.

## Skład batalionu
- Sztab
- 1, 2, 3 kompania pionierów
- kolumna mostowa
- lekka kolumna pionierów

## Dowódcy
- pułkownik von Schlieben (do 30 września 1939r.)
- podpułkownik Kaliebe (od 1 października 1939r.)

Stan etatowy na dzień 01.03.1939
- dowódca – pułkownik Dietrich von Schlieben
- oficer adiutant – kapitan Gaertner, porucznik Hartung
- 1 kompania pionierów:
  - dowódca – kapitan Robert Wandersleben, Hauptmann Gieraths
  - dowódca plutonu – porucznik Heinrichs
  - dowódca plutonu – porucznik Lampy
- 2 kompania pionierów:
  - dowódca – kapitan Joachim von Bosse
  - dowódca plutonu – porucznik Völkel
  - dowódca plutonu – porucznik Kuper
- 3 kompania pionierów:
  - dowódca – kapitan Hans Franzke
  - dowódca plutonu – porucznik Maruske
  - dowódca plutonu – porucznik Zwick